# 朝倉氏景 (3代当主)
朝倉 氏景（あさくら うじかげ）は、南北朝時代の武将。朝倉氏の第3代当主。第2代当主・朝倉高景の子。

## 生涯
父・高景と同じく、文和4年（1355年）2月15日の京都の合戦において、貞宗（相州貞宗か）の名刀で奮戦し、足利尊氏から偏諱を賜り、氏景と称するようになったとされるが、この時朝倉氏は南朝側に属して尊氏と敵対していたため、尊氏が氏景に偏諱を与えたという話は怪しい。
その後、貞治の変で主君・斯波高経が室町幕府から討伐の対象とされると、父・高景が幕府側に通じて所領を安堵され、一時期斯波氏を離れている。康暦年間に斯波氏が越前守護に復帰すると、斯波氏の家臣に復帰した。
その後、摂津の合戦でも戦功を挙げ、足利義満から「大功」の法名を賜ったとされる（『朝倉始末記』末巻「日下部系図」より）。
しかしその後、朝倉氏は幕府や主筋たる斯波氏から冷遇されるようになり、明徳年間の斯波氏重臣を記した「相国寺供養記」に氏景など朝倉氏の名前は記載されていない。
応永8年（1401年）、弘祥寺に仏殿を建立し、一乗谷に熊野権現を勧請した。これが朝倉家の一乗谷と関係する最初の事例である。
応永11年（1404年）に死去、享年66。家督は子の貞景（大心宗忠）が継いだ。